# Zimogramma

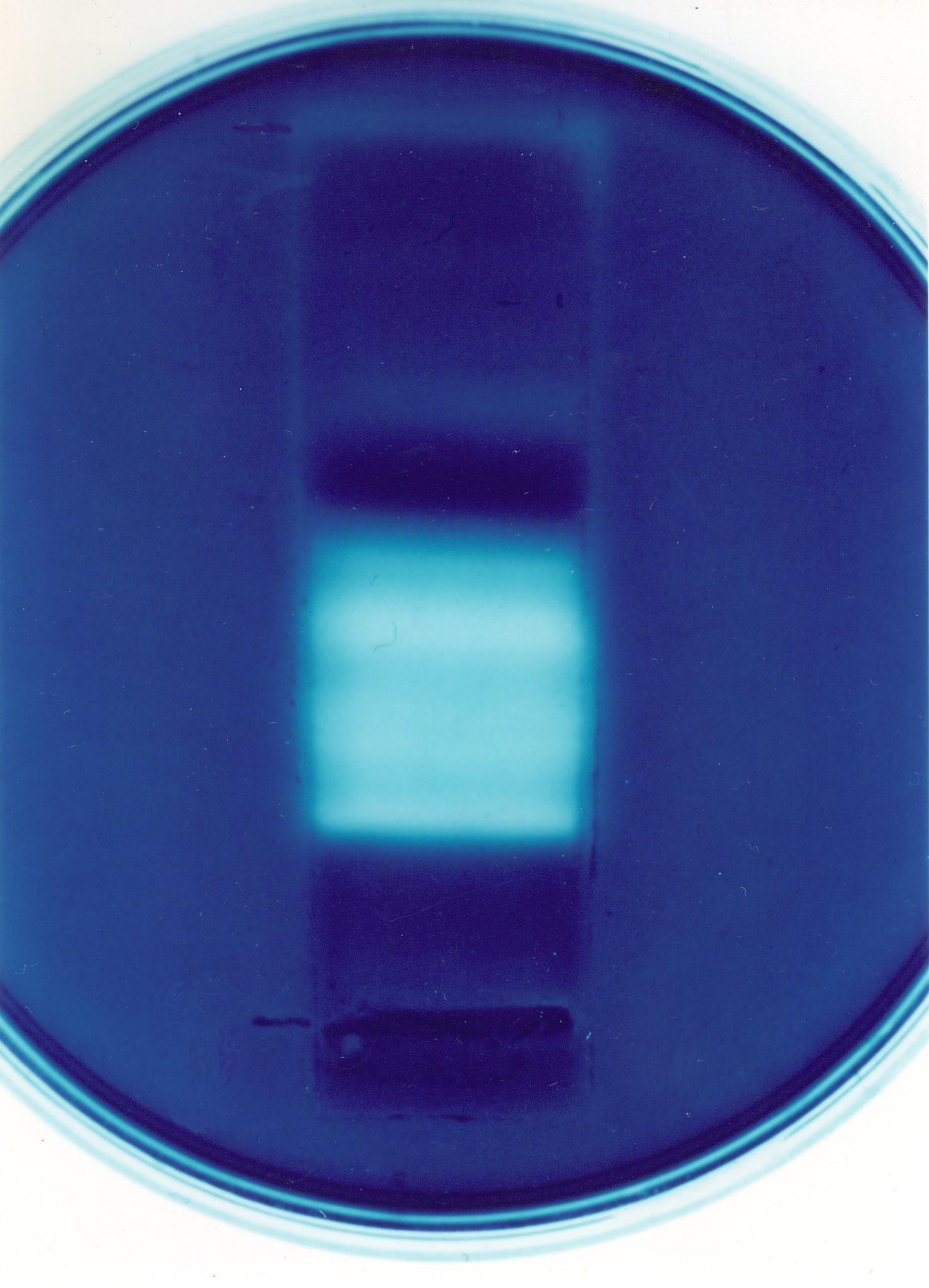
Zimogramma di Plasmodium knowlesi

Lo zimogramma è una tecnica elettroforetica, basata sull'elettroforesi SDS-PAGE, che include un substrato copolimerizzato in un gel di poliacrilammide per la rilevazione dell'attività enzimatica.
I campioni sono preparati in una SDS-PAGE standard ma non vengono bolliti (inattivati) e non si usano agenti riducenti. In seguito all'elettroforesi l'SDS è rimosso dal gel (o zimogramma) grazie a dei lavaggi con Triton X-100, in seguito al lavaggio lo zimogramma viene incubato in un appropriato buffer di digestione alla temperatura ottimale di circa 37 °C.
Lo zimogramma è successivamente colorato (comunemente con nero d'amido o Blu di Coomassie), le aree ove è avvenuta la digestione appariranno chiare di contro le zone ove non è avvenuta la digestione appariranno scure.
È possibile sviluppare uno zimogramma oppure un anti-zimogramma, la differenza tra le due metodiche è diretta a rilevare o l'attività di un enzima specifico oppure di un inibitore di uno specifico enzima. Nello zimogramma il gel polimerizzato di poliacrilammide contenente il substrato della digestione ove avviene la corsa elettroforetica dell'enzima (temporaneamente inibito dall'SDS) dopo la separazione delle proteine (corsa elettroforetica) viene lavato in modo da togliere l'inattivante e la reazione (digestione) avviene immergendo il gel in un buffer ottimizzante le cui bande chiare indicheranno l'attività dell'enzima su uno sfrondo interamente colorato (il colorante si lega al substrato dell'enzima).
L'anti-zimogramma segue un percorso leggermente differente, il gel contiene sempre il substrato, ma visto che si cercano gli inibitori di un enzima (posti a correre nel gel dell'elettroforesi) non si utilizza l'SDS ma nel buffer ottimizzante di reazione si aggiunge l'enzima di interesse, così l'enzima digerirà tutto il substrato tranne nei punti in cui si trovano gli inibitori dello stesso. La successiva rivelazione darà zone scure ove gli inibitori hanno operato su di uno sfondo chiaro.